# Finnischer Fußballpokal 1984
Der Finnische Fußballpokal 1984 (finnisch Suomen Cup 1984) war die 30. Austragung des finnischen Pokalwettbewerbs. Er wurde vom finnischen Fußballverband ausgetragen. Das Finale fand am 20. Oktober 1984 im Olympiastadion Helsinki statt.
Pokalsieger wurde HJK Helsinki. Das Team setzte sich im Finale gegen Titelverteidiger Kuusysi Lahti mit 2:1 durch und qualifizierte sich damit für den Europapokal der Pokalsieger.
Alle Begegnungen wurden in einem Spiel ausgetragen. Bei unentschiedenem Ausgang wurde das Spiel um zweimal 15 Minuten verlängert. Stand danach kein Sieger fest, folgte ein Elfmeterschießen.

## Teilnehmende Teams
Die Teilnahme war freiwillig. Insgesamt 255 Mannschaften hatten für den Pokalwettbewerb gemeldet. Die zweigeteilte 1. Runde, in der die Erst- und Zweitligisten unter sich spielten, um dann im Achtelfinale wieder einzusteigen, wurde zunächst bis einschl. 1987 ausgesetzt. Diese 24 Clubs stiegen in der 4. Runde ein.
| Runde         | Zugänge | Sieger der letzten Runde | Spiele / Sieger |
| ------------- | ------- | ------------------------ | --------------- |
| 1. Runde      | 1420    | –                        | 71              |
| 2. Runde      | 89      | 71                       | 80              |
| 3. Runde      | –       | 80                       | 40              |
| 4. Runde      | 24      | 40                       | 32              |
| 5. Runde      | –       | 32                       | 16              |
| 6. Runde      | –       | 16                       | 08              |
| Viertelfinale | –       | 08                       | 04              |
| Halbfinale    | –       | 04                       | 02              |
| Finale        | –       | 02                       | 01              |
| Gesamt        | 2550    |                          | 2540            |

## 1. Runde
|                             | Ergebnis              |                                 |
| --------------------------- | --------------------- | ------------------------------- |
| Nagu IF                     | 2:1                   | Turun Toverit                   |
| Trikiinit Helsinki          | 0:2                   | FC Viikingit                    |
| Lohjan Pallo                | 0:7                   | Ekenäs IF                       |
| Kuopion Jalkapallokerho     | 0:2                   | Sieppijärven Pallo              |
| Kotkan Jäntevä              | 6:0                   | Kotkan Kiri                     |
| FC Kotka                    | 1:1 n. V. (5:6 i. E.) | Kumu-Peikot Kuusankoski         |
| Porrassalmen Urheilijat -62 | 3:1                   | Simpeleen Urheilijat            |
| Camp Lappeenranta           | 2:3                   | Lappeenrannan Pallo             |
| JoJo Joutseno               | 0:8                   | Lauritsalan Työväen Palloilijat |
| Haukilahden Pallo           | 01:13                 | Esbo BK                         |
| Peipparit Espoo             | 1:2                   | FC Honka Espoo                  |
| Kiffen Ungdom Helsinki      | 1:2                   | FC Käpylä                       |
| Herttoniemen Toverit        | 0:1                   | Helsingfors IFK                 |
| Pellon Toverit              | 1:4                   | Helsingin Pallo-Pojat           |
| FC Norssi Helsinki          | 0:1                   | Käpylän Urheilu-Veikot          |
| Espoon Palloseura           | 1:8                   | Porvoon Akilles                 |
| Pohjois-Espoon Ponsi        | 0:6                   | Vantaan Pallo-70                |
| Valkealan Kajo              | 0:3                   | Ruosniemen Visa                 |
| Rauman Pallo                | 1:0 n. V.             | Musan Salama                    |
| Tohmajärven Urheilijat      | 3:1                   | Jaakon Pallon                   |
| IK Myran Nedervetil         | 0:1                   | NoStars Kokkola                 |
| Oulaisten Huima             | 3:2                   | Larsmo BK                       |
| IF Standard                 | 1:2                   | Esse IK                         |
| Forsby BK                   | 2:0                   | Gamlakarleby BK                 |
| Kannuksen Ura               | 1:3                   | Ykspihlajan Reima               |
| Loviisan Tor                | 1:0                   | Karhulan Peli-Karhut            |
| Ristiinan Urheilijat        | 2:0                   | Warkauden Pallo -35             |
| Tornion Wentit              | 2:3 n. V.             | Kemin Into                      |
| Suomussalmen PS             | 2:3                   | Paltamon Jyry                   |
| Haukiputaan Veikot          | 2:2 n. V. (2:4 i. E.) | Oulun Luistinseura              |
| Viitasaaren JK              | 0:6                   | Vaajakosken Pallo               |
| Fram Saltvik                | 1:5                   | Sunds IF                        |
| Tuusulan Palloseura         | 0:2                   | Hyvinkään Apollo                |
| Porvoon Weikot              | 4:4 n. V. (3:1 i. E.) | Kellokosken Alku                |
| Vammalan Palloseura         | 3:1                   | Tampereen Kisa-Toverit          |
| RRR Tampere                 | 3:3 n. V. (4:2 i. E.) | Ilves-Pallo Tampere             |
| Urjalan Palloseura          | 1:1 n. V. (3:4 i. E.) | Härmeenlinnan Palloilijat       |
| Sepsi-78 Seinäjoki          | 4:3                   | Petalax IK                      |
| Suolahden Tiuki-Ukot        | 0:3                   | Vaajakosken Kuohu               |
| Sorsakosken Urheilijat      | 1:1 n. V. (3:4 i. E.) | Toivalan Urheilijat             |
| Nastolan Nopsa              | 2:3                   | Lahden Työväen Palloilijat      |
| Heinolan Palloilijat-47     | 1:6 n. V.             | Suurmäen Pallo                  |
| Orimattilan Pedot           | 5:1                   | Kanavan Pallo-80                |
| Lahden Palloseura           | 1:1 n. V. (3:5 i. E.) | Seiskat Lahti                   |
| Kevätniemen Kehä            | 1:3                   | Juuan Palloseura                |
| Outokummun Pallo            | 0:2                   | Joensuun Palloseura             |
| Sääksjärven Loiske          | 2:4                   | Kangasalan Voitto               |
| Loimaan Palloseura          | 1:2                   | Turun Teräs                     |
| Kimito SF                   | 0:2                   | Turun Weikot                    |
| Paimion Haka                | 1:4                   | Piikkiön Palloseura             |
| Uudenkaupungin Roima        | 4:1                   | Pargas IF                       |
| Teuvan Pallo                | 1:2                   | SK Unitas Helsinki              |
| Karhu Kauhajoki             | 1:3                   | TP-55 Seinäjoki                 |
| Perälän Nuorisoseura        | 0:4                   | Vaasan Pallo-Veikot             |
| Kajaanin Jormuan Tarmo      | 5:0                   | Oulun Pallo-Pojat               |
| Pelimiehet Oulu             | 2:1                   | Kajaanin Haka                   |
| Helsingin Ponnistus         | 5:0                   | Käpylän Pallo                   |
| PK-35 Helsinki              | 1:6                   | Helsingin Palloseura            |
| Espoon JK                   | 0:6                   | Porin Palloilijat               |
| Teljän Nousu                | 5:0                   | Nakkilan Nasta                  |
| FC Järvenpää                | 0:1                   | PK-50 Vantaa                    |
| Puotinkylän Valtti          | 3:2 n. V.             | Malmin Palloseura               |
| Jyväskylän Palloilijat-77   | 1:1 n. V. (3:4 i. E.) | Jämsänkosken Ilves              |
| Savon Pallo                 | 0:1                   | Nilsiän Pallo-Haukat            |
| FC Mamba Tuusula            | 0:7                   | Rajakylan Yritys Vantaa         |
| Karkkilan Urheilijat        | 2:4 n. V.             | Nummelan Palloseura             |
| FC Topparit                 | 0:3                   | BK-46 Karis                     |
| AC Kerubit Turenki          | 0:2                   | Tervakosken Pato                |
| Team Jaro                   | 1:0                   | Jakobstads BK                   |
| Kaustinen Pohjan-Veikot     | 0:9                   | IF Pedersöre Pojkarna           |
| Seinäjoen Sisu              | kampflos 1            | Oravais IF                      |

## 2. Runde
|                                | Ergebnis              |                                 |
| ------------------------------ | --------------------- | ------------------------------- |
| Liedon Parma                   | 6:1                   | Taalintehtaan Jäntevä           |
| Nagu IF                        | 3:1                   | Raision Palloseura              |
| FC Viikingit                   | 4:2                   | FC Kiffen 08 Helsinki           |
| Kyrkslätt IF                   | 0:2                   | Ekenäs IF                       |
| Aavasaksan Urheilijat          | 1:3                   | Kittilän Palloseura             |
| Sieppijärven Pallo             | 3:8                   | Kontio Kolari                   |
| Kotkan Jäntevä                 | 1:1 n. V. (3:5 i. E.) | Sudet Kouvola                   |
| Purha Inkeroinen               | 0:4                   | Kumu-Peikot Kuusankoski         |
| Porrassalmen Urheilijat -62    | 3:1                   | Lappeenrannan Pallo             |
| Ristiinan Pallo                | 00:11                 | Lauritsalan Työväen Palloilijat |
| Esbo BK                        | 1:2                   | Team Grani Kauniainen           |
| Hyvinkään Palloseura           | 0:3                   | FC Honka Espoo                  |
| Drumsö IK Dicken               | 3:1                   | Suurmetsän Urheilijat           |
| FC Käpylä                      | 0:5                   | Helsingfors IFK                 |
| Helsingin Pallo-Pojat          | 2:3 n. V.             | Käpylän Urheilu-Veikot          |
| Töölön Vesa                    | 0:0 n. V. (3:4 i. E.) | Pohjois-Haagan Urheilijat       |
| Porvoon Akilles                | 1:0                   | Tikkurilan PS                   |
| FC Grani Rowdies               | 1:3                   | Vantaan Pallo-70                |
| Someron Voima                  | 0:1                   | Salon Vilpas                    |
| Ruosniemen Visa                | 0:3                   | Rauman Pallo                    |
| FC Kiisto Vaasa                | 1:5 n. V.             | Vasa IFK                        |
| Tohmajärven Urheilijat         | 0:3                   | NoStars Kokkola                 |
| Oulaisten Huima                | 3:1                   | Esse IK                         |
| Forsby BK                      | 0:2                   | Ykspihlajan Reima               |
| Kivitaipaleen Nuorisoseura     | 1:4                   | Pellon Ponsi                    |
| Rovaniemen Lappi               | 1:1 n. V. (5:4 i. E.) | Isokylän Pallo-Pojat            |
| Loviisan Tor                   | 2:1                   | Voikkaan Pallo-Peikot           |
| Imatran Pallo-Salamat          | kampflos 1            | Mikkelin Pallo-Kissat           |
| Iisalmen Pallo-Veikot          | 0:1                   | Ristiinan Urheilijat            |
| JeSP Pallokaverit              | 0:2                   | Suonenjoen Pallo -52            |
| Rovaniemen Työväen Palloilijat | 2:1                   | Kemin Into                      |
| Paltamon Jyry                  | 1:3                   | Oulun Luistinseura              |
| Lievestuoren Toive             | 2:2 n. V. (2:4 i. E.) | Suolahden Urho                  |
| Jämsän Pallo                   | 0:2                   | Vaajakosken Pallo               |
| IFK Mariehamn                  | 6:1                   | Sunds IF                        |
| Hammarlands IK                 | 0:3                   | IF Finströms Kamraterna         |
| Järvenpään PS                  | 4:0                   | Hyvinkään Apollo                |
| Porvoon Weikot                 | 1:3                   | Keravan Pallo-75                |
| Nekalan Pallo                  | 1:0                   | Epilän Esa Tampere              |
| Vammalan Palloseura            | 3:1                   | RRR Tampere                     |
| Paltsarit Tampere              | 1:3                   | Ylöjärven Ryhti                 |
| Hämeenlinnan Härmä             | 0:5                   | Hämeenlinnan Pallokerho         |
| Seinäjoki Sepsit               | 3:2                   | Littoisten Työväen Urheilijat   |
| Lapuan Virkiä                  | 4:1                   | Lappfjärds BK                   |
| Apollo-82 Seinäjoki            | 2:8 n. V.             | ABK-48 Vaasa                    |
| Kaskö IK                       | 2:4                   | Sepsi-78 Seinäjoki              |
| Tervolan Palloseura            | 0:2                   | Tornion PS                      |
| Karihaaran Tenho               | 0:1                   | Rovaniemen Reipas               |
| Vaajakosken Kuohu              | 3:0                   | Keuruun Pallo                   |
| Etelä-Kuopion Ilves            | 0:2                   | Toivalan Urheilijat             |
| Lahden Työväen Palloilijat     | 2:2 n. V. (5:4 i. E.) | Suurmäen Pallo                  |
| Orimattilan Pedot              | 1:4 n. V.             | Seiskat Lahti                   |
| Nurmeksen Sepot                | 0:4                   | Juuan Palloseura                |
| Joensuun Palloseura            | 0:1                   | Lehmon Pallo-77                 |
| PP-70 Tampere                  | 9:1                   | Kangasalan Voitto               |
| Toijalan Pallo -49             | 4:0                   | Riihimäen Palloseura            |
| Turun Teräs                    | 4:0                   | ÅIFK Turku                      |
| Turun Weikot                   | 2:1                   | Salon Palloilijat               |
| Yritys Turku                   | 0:4                   | Piikkiön Palloseura             |
| Turun Pallo                    | 1:0                   | Uudenkaupungin Roima            |
| SK Unitas Helsinki             | 2:1 n. V.             | TP-55 Seinäjoki                 |
| Vaasan Pallo-Veikot            | 2:5                   | IF Närpes Kraft                 |
| Manse PP Tampere               | 2:7                   | PS-44 Valkeakoski               |
| Nokian Pyry JK                 | 0:1                   | Tampereen Pallo-Veikot          |
| Vaasan Kylteriveljet           | 3:0                   | Rovaniemen Pallo                |
| Kajaanin Jormuan Tarmo         | 0:5                   | Pelimiehet Oulu                 |
| Helsingin Kullervo             | 2:0                   | Helsingin Ponnistus             |
| IF Gnistan                     | 4:7                   | Helsingin Palloseura            |
| Porin Palloilijat              | 2:0                   | Teljän Nousu                    |
| Lamex Pallo Laitila            | 0:3                   | Hirvensalon Heitto              |
| PK-50 Vantaa                   | 2:2 n. V. (4:5 i. E.) | Järvenpään-83 PS                |
| Puotinkylän Valtti             | 0:2                   | Kontulan Urheilijat             |
| Haapamäen Pallo-Pojat          | 0:3                   | Jämsänkosken Ilves              |
| Kuipion SC                     | 0:5                   | Nilsiän Pallo-Haukat            |
| Rajakylan Yritys Vantaa        | 2:4 n. V.             | Leppävaaran Pallo               |
| Nummelan Palloseura            | 1:3                   | BK-46 Karis                     |
| Iittalan Pallo                 | 3:1                   | Lammin Veto                     |
| Janakkalan Pallo               | 1:1 n. V. (3:4 i. E.) | Tervakosken Pato                |
| Team Jaro                      | 1:4                   | IF Pedersöre Pojkarna           |
| Seinäjoen Sisu                 | 1:4                   | Vaasan PS                       |

## 3. Runde
|                                | Ergebnis              |                                 |
| ------------------------------ | --------------------- | ------------------------------- |
| Liedon Parma                   | 1:0                   | Nagu IF                         |
| FC Viikingit                   | 1:2                   | Ekenäs IF                       |
| Kittilän Palloseura            | 2:0 n. V.             | Kontio Kolari                   |
| Sudet Kouvola                  | 1:3                   | Kumu-Peikot Kuusankoski         |
| Porrassalmen Urheilijat -62    | 2:1                   | Lauritsalan Työväen Palloilijat |
| Team Grani Kauniainen          | 2:1                   | FC Honka Espoo                  |
| Drumsö IK Dicken               | 1:5                   | Helsingfors IFK                 |
| Käpylän Urheilu-Veikot         | 1:0                   | Pohjois-Haagan Urheilijat       |
| Porvoon Akilles                | 2:0                   | Vantaan Pallo-70                |
| Salon Vilpas                   | 1:3 n. V.             | Rauman Pallo                    |
| Vasa IFK                       | 3:2                   | NoStars Kokkola                 |
| Oulaisten Huima                | 2:1                   | Ykspihlajan Reima               |
| Pellon Ponsi                   | 0:1                   | Rovaniemen Lappi                |
| Loviisan Tor                   | 0:3                   | Imatran Pallo-Salamat           |
| Ristiinan Urheilijat           | 2:3                   | Suonenjoen Pallo -52            |
| Rovaniemen Työväen Palloilijat | 0:2                   | Oulun Luistinseura              |
| Suolahden Urho                 | 1:2                   | Vaajakosken Pallo               |
| IFK Mariehamn                  | 3:0                   | IF Finströms Kamraterna         |
| Järvenpään PS                  | 1:4                   | Keravan Pallo-75                |
| Nekalan Pallo                  | 01:11                 | Vammalan Palloseura             |
| Ylöjärven Ryhti                | 01:11                 | Hämeenlinnan Pallokerho         |
| Seinäjoki Sepsit               | 2:1                   | Lapuan Virkiä                   |
| ABK-48 Vaasa                   | 0:0 n. V. (4:5 i. E.) | Sepsi-78 Seinäjoki              |
| Tornion PS                     | 2:2 n. V. (3:5 i. E.) | Rovaniemen Reipas               |
| Vaajakosken Kuohu              | 2:0                   | Toivalan Urheilijat             |
| Lahden Työväen Palloilijat     | 0:1                   | Seiskat Lahti                   |
| Juuan Palloseura               | 8:0                   | Lehmon Pallo-77                 |
| PP-70 Tampere                  | 1:3                   | Toijalan Pallo -49              |
| Turun Teräs                    | 1:4                   | Turun Weikot                    |
| Piikkiön Palloseura            | 3:1                   | Turun Pallo                     |
| SK Unitas Helsinki             | 1:2                   | IF Närpes Kraft                 |
| PS-44 Valkeakoski              | 1:1 n. V. (6:7 i. E.) | Tampereen Pallo-Veikot          |
| Vaasan Kylteriveljet           | 2:7                   | Pelimiehet Oulu                 |
| Helsingin Kullervo             | 1:2                   | Helsingin Palloseura            |
| Porin Palloilijat              | 2:1                   | Hirvensalon Heitto              |
| Järvenpään-83 PS               | 0:1                   | Kontulan Urheilijat             |
| Jämsänkosken Ilves             | 2:2 n. V. (2:3 i. E.) | Nilsiän Pallo-Haukat            |
| Leppävaaran Pallo              | 4:0                   | BK-46 Karis                     |
| Iittalan Pallo                 | 0:2                   | Tervakosken Pato                |
| IF Pedersöre Pojkarna          | 0:3                   | Vaasan PS                       |

## 4. Runde
In dieser Runde stiegen die Teams der Mestaruussarja und I divisioona ein.
|                             | Ergebnis              |                            |
| --------------------------- | --------------------- | -------------------------- |
| Liedon Parma                | 1:3                   | Ekenäs IF                  |
| Lahden Reipas               | 2:1 n. V.             | Haka Valkeakoski           |
| Kittilän Palloseura         | 2:1                   | Oulun Palloseura           |
| Kumu-Peikot Kuusankoski     | 0:1                   | Kuopion PS                 |
| Porrassalmen Urheilijat -62 | 0:1                   | Kuopion Elo                |
| Karelian Pallo              | 1:2                   | Kuopion Pallotoverit       |
| Team Grani Kauniainen       | 0:0 n. V. (5:3 i. E.) | Turku PS                   |
| Helsingfors IFK             | 1:9                   | HJK Helsinki               |
| Käpylän Urheilu-Veikot      | 1:2                   | Porvoon Akilles            |
| Rauman Pallo                | 3:1                   | Vasa IFK                   |
| Oulaisten Huima             | 0:2                   | Rovaniemen Lappi           |
| Imatran Pallo-Salamat       | 2:3                   | Suonenjoen Pallo -52       |
| Oulun Luistinseura          | 0:2                   | Oulun Työväen Palloilijat  |
| Vaajakosken Pallo           | 2:3 n. V.             | Pallo-Iirot Rauma          |
| IFK Mariehamn               | 4:2                   | Keravan Pallo-75           |
| Vammalan Palloseura         | 1:4                   | Hämeenlinnan Pallokerho    |
| Seinäjoki Sepsit            | 0:4                   | Äänekosken Huima           |
| Sepsi-78 Seinäjoki          | 0:5                   | Kuusysi Lahti              |
| Rovaniemen Reipas           | 4:2 n. V.             | Kajaanin Palloilijat       |
| Kokkolan Palloveikot        | 0:1                   | Rovaniemi PS               |
| Vaajakosken Kuohu           | 0:1                   | Seiskat Lahti              |
| Juuan Palloseura            | 1:5                   | Kotkan Työväen Palloilijat |
| Toijalan Pallo -49          | 1:2 n. V.             | Turun Weikot               |
| Piikkiön Palloseura         | 0:2                   | FinnPa Helsinki            |
| IF Närpes Kraft             | 2:1                   | Tampereen Pallo-Veikot     |
| Pelimiehet Oulu             | 0:5                   | Kemin Palloseura           |
| Helsingin Palloseura        | 0:0 n. V. (4:5 i. E.) | Grankulla IFK              |
| FF Jaro                     | 0:1                   | Porin Pallo-Toverit        |
| Porin Palloilijat           | 0:7                   | Kontulan Urheilijat        |
| Nilsiän Pallo-Haukat        | 1:3                   | Mikkelin Palloilijat       |
| Leppävaaran Pallo           | 1:3                   | Tervakosken Pato           |
| Vaasan PS                   | 0:2                   | Ilves Tampere              |

## 5. Runde
|                           | Ergebnis  |                            |
| ------------------------- | --------- | -------------------------- |
| Ekenäs IF                 | 1:0       | Lahden Reipas              |
| Kittilän Palloseura       | 2:5       | Kuopion PS                 |
| Kuopion Elo               | 4:5 n. V. | Kuopion Pallotoverit       |
| Team Grani Kauniainen     | 01:10     | HJK Helsinki               |
| Porvoon Akilles           | 1:4       | Rauman Pallo               |
| Rovaniemen Lappi          | 4:1       | Suonenjoen Pallo -52       |
| Oulun Työväen Palloilijat | 0:3       | Pallo-Iirot Rauma          |
| IFK Mariehamn             | 2:0       | Hämeenlinnan Pallokerho    |
| Äänekosken Huima          | 1:2       | Kuusysi Lahti              |
| Rovaniemen Reipas         | 1:2       | Rovaniemi PS               |
| Seiskat Lahti             | 1:2       | Kotkan Työväen Palloilijat |
| Turun Weikot              | 0:3       | FinnPa Helsinki            |
| IF Närpes Kraft           | 1:2       | Kemin Palloseura           |
| Grankulla IFK             | 1:3       | Porin Pallo-Toverit        |
| Kontulan Urheilijat       | 1:2       | Mikkelin Palloilijat       |
| Tervakosken Pato          | 0:5       | Ilves Tampere              |

## 6. Runde
|                            | Ergebnis |                     |
| -------------------------- | -------- | ------------------- |
| Ekenäs IF                  | 0:2      | Kuopion PS          |
| Kuopion Pallotoverit       | 0:1      | HJK Helsinki        |
| Rauman Pallo               | 2:0      | Rovaniemen Lappi    |
| Pallo-Iirot Rauma          | 0:1      | IFK Mariehamn       |
| Kuusysi Lahti              | 4:0      | Rovaniemi PS        |
| Kotkan Työväen Palloilijat | 1:4      | FinnPa Helsinki     |
| Kemin Palloseura           | 2:1      | Porin Pallo-Toverit |
| Mikkelin Palloilijat       | 1:5      | Ilves Tampere       |

## Viertelfinale
|                  | Ergebnis |                 |
| ---------------- | -------- | --------------- |
| Kuopion PS       | 0:6      | HJK Helsinki    |
| Rauman Pallo     | 4:3      | IFK Mariehamn   |
| Kuusysi Lahti    | 4:2      | FinnPa Helsinki |
| Kemin Palloseura | 4:2      | Ilves Tampere   |

## Halbfinale
|               | Ergebnis |                  |
| ------------- | -------- | ---------------- |
| HJK Helsinki  | 8:0      | Rauman Pallo     |
| Kuusysi Lahti | 4:0      | Kemin Palloseura |

## Finale
| Paarung        | HJK Helsinki – Kuusysi Lahti |
| Ergebnis       | 2:1 (1:1) |
| Datum          | 20. Oktober 1984 um 15:00 Uhr (14:00 Uhr MEZ) |
| Stadion        | Olympiastadion, Helsinki |
| Zuschauer      | 6.057 |
| Schiedsrichter | Simo Ruokonen |
| Tore           | 0:1 Keith Armstrong (24.) 1:1 Atik Ismail (43.) 2:1 Petteri Schutschkoff (85.) |
| HJK Helsinki   | Eingesetzte Spieler: Markku Palmroos – Simo Kokko, Kalle Niemi, Mika Muhonen, Reijo Linna, Juha Dahllund, Pasi Jaakonsaari, Jari Parikka, Atik Ismail, Petteri Schutschkoff, Keith Osgood, Erkki Valla, Kari Martonen. |